# 独立混成第17連隊
独立混成第17連隊は昭和19年7月4日　広島で編成した

第1大隊、第2大隊は父島に配置。第3大隊と通信隊は硫黄島に配置。
独立混成第17連隊の構成要員は、広瀬国民学校（現在の広瀬小学校）に駐屯していた特別警備隊広島西部第2部隊の在隊者及び7月1日に同隊に入隊した者。

７月７日（晴）02：00広島西部第2部隊を出発、白島-常磐橋-饒津   を経て広島駅陸軍用ホームに到着　04：10　広島駅発
７月15日（晴）12：00　父島　二見港に入港
7月22日（晴）
　　　第１大隊と第２大隊は父島配属
　　　第３大隊（総員479名）は硫黄島配属
　　　第３大隊主力、父島より搬送開始
　　第３大隊本部には、オリンピック　ロサンゼルス大会、水泳自由形銀メダリスト、（河石達吾中尉　能美島出身）が所属していた。

第3大隊は独立機関銃第1大隊第2中隊（隊長：曽根川廣恵中尉）・海軍北地区砲台群（指揮官：板橋音丸大尉）などと共に北地区隊 （陸軍約3,500名、海軍約1,700名）の主力として栗林司令部の防備につくことになった。